# Šid (općina)
Općina Šid je jedna od općina u Republici Srbiji. Nalazi se u AP Vojvodini i spada u Srijemski okrug.

## Zemljopis
U jugozapadnom dijelu Vojvodine, kraj magistralne pruge Beograd - Zagreb, prostire se općina Šid s naseljenim mjestima: Adaševci, Bačinci, Batrovci, Berkasovo, Bikić Do,  Bingula, Erdevik, Gibarac, Ilinci, Jamena, Kukujevci, Ljuba, Molovin, Morović, Privina Glava, Vašica, Višnjićevo, Sot i Šid

## Povijest
Prvi podaci o Šidu su iz 18. stoljeća, kada je ovo naselje bilo u Podunavskoj vojnoj granici. U 19. stoljeću mjesto naseljavaju pored Srba i Rusini iz Ruskog Krstura i Kucure, zatim Slovaci iz Gložana i Pivnica. Početkom 20. stoljeća Šid se razvija kao gradsko naselje. Rano se javlja radnički pokret, a u narodnooslobodilačkom ratu čitavo područje bilo je aktivno u organiziranju borbi protiv neprijatelja. Završne operacije za oslobođenje Jugoslavije početkom 1945. godine (Srijemski front) vođene su u okolini Šida.

## Kultura
U Šidu i okolini privlačne su prirodne i kulturno-povijesne znamenitosti - prapovijesno nalazište Gradina na Bosutu, ostaci grada i crkve u Moroviću, crkva u Molovinu, srednjovijekovni grad Berkasovo, grob Filipa Višnjića u Višnjićevu, galerija Save Šumanovića i Ilijanum u Šidu. Grobnica palih boraca na Srijemskom frontu i dr. 

## Gospodarstvo
Razvijena je poljoprivreda, industrija, trgovina, uslužne djelatnosti i promet. Poznati su poljoprivredo-industrijski kombinat i kemijska industrija. U ovom dijelu Srijema na domaku Fruške gore poznata su lovišta, izletište Lipovača i manastir Pribina glava.

## Vanjske poveznice
- Šidski portal